# Joe Warfield
Joseph Alton Warfield, lepiej znany jako Joe Warfield (ur. 6 listopada 1937 w Baltimore w stanie Maryland, zm. 29 listopada 2022)) – amerykański aktor i reżyser teatralny, nauczyciel, występujący także w produkcjach filmowych i telewizyjnych (m.in.: Wszystkie moje dzieci, Ryan’s Hope, Search for Tomorrow i As the World Turns), były profesor na pełnym etacie Acting Study w NYU Grad Film Department. Wcześniej nauczał przy Loyola University w Nowym Orleanie, jak również prowadził warsztaty Maine Media Workshops w Rockport w Maine. Syn Altona M. i Hildy L. (z domu Clay) Warfieldów, w 1959 ukończył University Maryland. Wykładał także w School for Film and Television przy Uniwersytecie Nowojorskim, Uniwersytecie Nowego Orleans i American Academy of Dramatic Arts. Był artystą stowarzyszonym przy Southern Repertory Theatre w Nowym Orleanie i podróżował do Moskwy z przedstawieniem spółki Tennessee Williamsa i Paryża, by reżyserować światową premierę sztuki Pasjans (Solitaire) w American Center. Przez sześć lat był kierownikiem artystycznym Gorham's Bluff Theatre w Gorham's Bluff w Alabamie. Laureat nagrody nowoorleańskiego czasopisma scenicznego w kategorii najlepszy reżyser, a jego produkcje zdobywały liczne nagrody, m.in. Dramalogue za jego występ w Amerykańskim koszmarze (The American Nightmare).

## Teatr

### Broadway
- 110 in the Shade (1963)
- Jimmy Shine (1968)
- Baby (1983)

### Off-Broadway
- Little Mary Sunshine (1959)
- O Say Can You See! (1962)

## Filmografia

### Filmy fabularne
- 1946: Ostrze brzytwy (The Razor's Edge) jako Francuz
- 1948: Siła zła (Force of Evil) jako kolekcjoner
- 1948: Łuk triumfalny (Arch of Triumph) jako kelner Fouqueta
- 1951: Nieznajomi z pociągu (Strangers on a Train) jako Soda Jerk
- 1956: Trapez (Trapeze) jako fotograf
- 1961: Dynamite Jack jako Michel
- 1962: Najdłuższy dzień (The Longest Day) jako amerykański lekarz wojskowy
- 1963: Ten wstrętny celnik (L'abominable homme des douanes) jako Paolo Tinotti
- 1966: Rififi w Panamie (Du rififi à Paname)
- 1966: Czy Paryż płonie? (Paris brule-t-il) jako Major z Chaban-Delmas
- 1968: Człowiek z tatuażem (Le Tatoué) jako Larsen
- 1976: Ktoś tu kręci (Nickelodeon) jako wybrany adwokat
- 1993: Nieuchwytny cel (Hard Target) jako Ismal Zenan
- 1994: Dobry i zły glina (Raw Justice) jako Koroner

### Seriale TV
- 1973: Mary Tyler Moore jako Peter
- 1974: Marcus Welby, M.D. jako dr John Kling
- 1975: Cannon jako Clerk
- 1976: Starsky i Hutch (serial telewizyjny) jako Oficer Ed Jamieson
- 1978: Columbo jako Al Staley
- 1978: Quincy M.E. jako Cantrell
- 1979: Wonder Woman jako oficer IADC

## Dyskografia (składanki)
- 1982: Mama's Little Girl (Bison Bop: The Bop That Never Stopped – For A Real Rockin' Cat Volume 20; LP, Comp, Mono; wyd. Bison Bop Bb-LP 2024)
- 1994: Mama's Little Girl (Various – Rompin' Stompin'; CD, Comp; wyd. Buffalo Bop Bb-CD 55016)
- 2015: Mama's Little Girl (Link Wray And Friends – DC Rockers; CD, Comp; wyd. El Toro Records 1047)